# Cateto a babor
Cateto a babor és una pel·lícula espanyola dirigida per Tito Fernández que es va estrenar el 16 de març de 1970. És una nova versió de Recluta con niño (1955). Del guió va fer-se'n càrrec Vicente Escrivá, amb qui el director ja havia treballat en diverses ocasions, i Vicente Coello.

## Sinopsi
Miguel Cañete és un jove pobletà que té un greu problema: ha estat cridat a files per a realitzar el servei militar en l'Armada i no sap on deixar al seu germà petit, Quique, del qual cuida des que es van quedar orfes. Primerament el deixa a casa de Jacinta, una noia del poble a la qual promet casar-se amb ella en tornar, però al nen no li agrada i s'escapa seguint al seu germà. Així que, abans de presentar-se en la caserna, Miguel ha de deixar a Quique a casa de la tia Enriqueta, que l'accepta a contracor.
Miguel, per la seva innocència és objecte de tota mena de bromes i quintades, i les seves malapteses fan que el sergent Canales l'arresti contínuament.
Però Quique no és tractat bé per la seva tia, així que Miguel se l'endú i es presentant amb ell en la caserna. Allí, el sergent li dona un dia de termini perquè trobi un lloc on deixar al nen. Llavors coneixen casualment a la platja a Julia, una bella i simpàtica cega, que es compromet a cuidar del nen a casa dels seus pares, resultant ser la filla del sergent Canales, que al final accepta quedar-se amb el nen. El gest del sergent fa que Miguel s'esforci tot el possible per a ser un bon soldat i agradar al seu superior. Mentrestant, en les visites que realitza al seu germà, Miguel i Julia s'enamoren.
Però, després que Julia recuperi la vista gràcies a una operació, Miguel es resisteix a visitar-la perquè tem que en veure-li pugui pensar que és lleig, per la qual cosa es presenta voluntari per a unes maniobres al portaavions Dédalo.
Després de sofrir un petit accident Miguel serà traslladat a la infermeria en terra, però els pilots de l'helicòpter emmalalteixen i Miguel demostra a tots la seva vàlua aconseguint aterrar l'aeronau, per la qual cosa resulta condecorat i, per fi, es reuneix amb Julia.

## Repartiment
- Alfredo Landa: Miguel Cañete Moste.
- Ahui Camacho: Quique Cañete Moste.
- José Gálvez: Sergent Canales.
- Enriqueta Carballeira: Julia, la filla del sergent.
- Florinda Chico: Rosario, la mare de Julia i dona de Canales.
- José Sacristán: recluta company de Miguel.
- Laly Soldevila: Jacinta.
- Margot Cottens: tia Enriqueta.
- Rafaela Aparicio: Elisa, criada d'Enriqueta.
- Luis Barbero: Alfredo, visitant d'Enriqueta.